# 楊振玉 (水稻专家)
杨振玉（1927年11月—2022年12月8日），中国农业科学家，水稻专家。与袁隆平有“南袁北杨”之称。

## 生平
杨振玉1927年生于江西丰城。1949年9月考入复旦大学。1951年1月参军。1954年8月至1957年12月，杨振玉在沈阳农业大学农学专业学习。1958年1月毕业后一直在辽宁省农科院水稻研究所从事水稻杂交粳稻科研工作，先后担任国家“863”课题主持人、北方杂交粳稻工程技术中心主任、水稻所学术委员会主任、杂交稻育种研究室主任，兼任农业部杂交水稻专家顾问组成员等职。
20世纪70年代，杨振玉首创“籼粳架桥”技术，将部分籼稻遗传成分导入粳稻品种中，成功选育了世界第一个“人工制恢”粳型恢复系C57。
2022年12月8日5时09分，杨振玉在辽宁省人民医院逝世，享年95岁。